# 5 Seconds of Summer
5 Seconds of Summer, vaak afgekort tot 5SOS, is een Australische rockband, opgericht in Sydney in 2011. De band bestaat uit hoofdzanger en gitarist Luke Hemmings, hoofdgitarist Michael Clifford, bassist Calum Hood en drummer Ashton Irwin. Tussen 2011 en begin 2012 plaatsten ze Youtube-videos van zichzelf waarin ze covers zongen van verschillende artiesten. Ze zijn internationaal bekend geworden door te touren met de Engels-Ierse band One Direction tijdens hun 'Take Me Home Tour' in 2013. Sindsdien hebben ze vijf studioalbums uitgebracht en vier wereldtours achter de rug.
Begin 2014 bracht de band "She Looks So Perfect" uit als hun debuutsingle, die bovenaan de hitlijsten stond in Australië, Nieuw-Zeeland, Ierland en het Verenigd Koninkrijk. Hun debuutalbum "5 Seconds of Summer" werd uitgebracht in juni 2014, en stond op nummer 1 in 11 landen. Dit werd later gevolgd door een livealbum getiteld LIVESOS. Ze gingen op hun eerste headliner-tour Rock Out with Your Socks Out Tour in 2014 om het album te promoten.
De band bracht in oktober 2015 hun tweede album Sounds Good Feels Good uit, die bovenaan de hitlijsten kwam te staan in 8 landen. Dit werd gevolgd door een live documentaire-dvd genaamd How Did We End Up Here. De 'Sounds Good Feels Good Live World Tour' volgde om het album te promoten. In december 2016 kondigde de band de release van hun B-sides aan onder de titel This Is Everything We Ever Said om het vijfde jubileum van hun band te vieren.
De band heeft hun derde album Youngblood uitgebracht op 15 juni 2018. Het werd hun derde nummer één album in hun thuisland. In de VS werd 5 Seconds of Summer de eerste Australische act die drie nummers op de hitlijst van Billboard 200 behaalde. Ze werden ook de eerste band (geen vocale groep) die hun eerste drie volledige albums debuteerde aan de top in de VS. Ze gingen op de Meet You There Tour in 2018 om het album te promoten.
Op 27 maart 2020 bracht de band hun vierde studioalbum Calm uit. Het album was een commercieel succes en ontving positieve recensies van critici die de artistieke groei en volwassenheid van de band prezen. In de VS werden als gevolg van een vermeende verzendfout vroegtijdig ongeveer 15.000 exemplaren van het album uitgebracht, wat ertoe leidde dat Calm een week eerder debuteerde op de Billboard 200-hitlijst. Als de verzendfout niet was opgetreden, zou Calm zijn binnengekomen op nummer één in de VS, waarmee de band de vierde opeenvolgende nummer één in het land zou verdienen. Ondanks de verzendfout piekte het album op nummer twee in de VS, waarmee de band hun vijfde top 10-album op de Billboard 200-hitlijst verdiende. In 2021 gingen ze normaal hun No Shame Tour beginnen, maar door corona ging dit niet door. 
In 2022 bracht de band al 4 singles uit, Complete Mess, Take My Hand, Me Myself and I en Blender. Ook zijn ze begonnen aan hun nieuwe wereldtour, Take My Hand Worldtour. Op 23 september 2022 brengen ze hun vijfde studioalbum uit, dat 5SOS5 zal heten.

## Carrière

### 2011-2012: Begin en debuut
5 Seconds of Summer begon in 2011 toen Luke Hemmings, Michael Clifford en Calum Hood, die allemaal naar het Norwest Christian College gingen, video's van zichzelf begonnen te posten met covers van populaire liedjes samen op het YouTube-kanaal van Hemmings. De eerste video van Hemmings, een cover van Mike Posner's "Please Don't Go", werd gepost op 3 februari 2011. Hun cover van Chris Brown's "Next to You" heeft ondertussen meer dan 3,700.000 hits. In december 2011 werd de band compleet door de komst van drummer Ashton Irwin, op dat moment een kennis van Michael Clifford. Irwin zat hiervoor in de band 'Swallow The Goldfish'. 
De band wekte de belangstelling van verschillende grote muzieklabels en uiteindelijk tekenden zij een contract bij Sony ATV Music Publishing. Ondanks dat ze geen andere promotie hadden dan op Facebook en Twitter, bereikte hun eerste muziekuitgave, een EP getiteld Unplugged, nummer 3 op de iTunes-hitlijst in Australië en de Top 20 in zowel Nieuw-Zeeland als Zweden.
Hun internationale aanhang nam aanzienlijk toe toen One Direction-lid Louis Tomlinson de link naar de YouTube-video van hun nummer "Gotta Get Out" plaatste, waarin hij verklaarde dat hij al een tijdje fan was van de band.
5 Seconds of Summer bracht op 19 november 2012 hun eerste single "Out of My Limit" uit, waarvan de videoclip binnen de eerste 24 uur meer dan 100.000 keer bekeken werd. Inmiddels is de videoclip al 15 miljoen keer bekeken. De band werd opnieuw het onderwerp van interesse voor One Direction toen Niall Horan een tweet plaatste van de link naar deze single.
De band verzorgde in oktober 2012 het voorprogramma van de groep Hot Chelle Rae tijdens hun 'Whatever World Tour'. 
In december 2012 begon de band aan een songwritingreis naar Londen, waar ze met verschillende artiesten schreven, waaronder McFly, Roy Stride van Scouting for Girls, Nick Hodgson van Kaiser Chiefs, Jamie Scott, Jake Gosling, Steve Robson en James Bourne van Busted.

### 2013-2014:5 Seconds of SummerenLIVESOS
Op 14 februari 2013 werd aangekondigd dat 5 Seconds of Summer het voorprogramma van One Direction zou spelen tijdens hun wereldwijde 'Take Me Home Tour'. De tour begon op 23 februari 2013 in de O2 Arena in Londen en de band nam deel aan shows in het Verenigd Koninkrijk, de Verenigde Staten, Australië en Nieuw-zeeland, waaronder zeven shows in Allphones Arena in hun geboortestad, Sydney.
Tijdens een onderbreking in deze tournee keerden de jongens van 5 Seconds of Summer terug naar Australië om daar een eigen tournee te spelen, waarbij alle datums binnen enkele minuten uitverkocht waren.
Op 21 november 2013 kondigde de band aan een platencontract te hebben getekend bij Capitol Records.  Intussen werd ook het eigen recordlabel Hi or Hey Records gestart. Op de website van het label verklaarde de band dat ze, naast het uitbrengen van al hun muziek via Hi of Hey Records in samenwerking met Capitol Records, ook bands zouden tekenen en hun muziek via het label zouden uitbrengen. Op 24 maart 2015 tekende het label pop rockband Hey Violet.
Eind maart 2014 werd hun single "She Looks So Perfect" uitgebracht in het Verenigd Koninkrijk. Ondanks het feit dat de single slechts één dag bovenaan in de Britse iTunes Store doorbracht en aan het eind van de week aan de onderkant van de top 10 beëindigde, werd 5 Seconds of Summer de vierde Australische band met een nummer één single in het Verenigd Koninkrijk. In datzelfde jaar verzorgden zij opnieuw het voorprogramma voor One Direction in de Verenigde Staten, Canada, het Verenigd Koninkrijk en Europa, ditmaal voor hun 'Where We Are Tour'.
Op 9 mei brachten ze hun tweede single uit, "Don't Stop". Op 13 mei 2014 kondigde de band aan dat hun gelijknamige debuutalbum op 27 juni 2014 in Europa en Australië zou worden uitgebracht. Het album debuteerde bovenaan de Billboard 200 hitlijst, piekte op nummer één in 13 landen en piekte in de Top 10 van 26 landen.
Op 15 juli bracht de band hun derde single uit, "Amnesia", het enige nummer dat niet door de bandleden zelf werd geschreven, maar door Benji en Joel Madden van Good Charlotte, een Amerikaanse poppunkband. Op 12 oktober bracht de band hun vierde single uit, "Good Girls", en de videoclip kreeg meer dan twee miljoen views binnen 48 uur, wat hun hoogste aantal kijkcijfers tot op dat moment was.
De band bracht een covernummer "What I Like About You" van de Amerikaanse rockband The Romantics uit als eerste single van hun live-album LIVESOS. Het album werd op 15 december 2014 uitgebracht.

### 2015-2016:Sounds Good Feels Good
In mei 2015 begon de band aan hun eerste headliner-tour, 'Rock Out With Your Socks Out Tour', door Europa, Australië, Nieuw-Zeeland en Noord-Amerika.
Op 17 juli 2015 bracht de band "She's Kinda Hot" uit als de eerste single van hun tweede studioalbum, die later de titel Sounds Good Feels Good kreeg.
Het album Sounds Good Feels Good werd wereldwijd uitgebracht op 23 oktober 2015. Het werd de tweede nummer één in hun thuisland en de eerste in het Verenigd Koninkrijk. In de Verenigde Staten werd 5 Seconds of Summer de eerste band (niet vocaal) die hun eerste twee volledige albums debuteerde bovenaan de hitlijsten. De band bracht hun derde single "Jet Black Heart" uit op 17 december 2015, samen met een videoclip met enkele van hun fans.
In 2016 begon de band aan hun 'Sounds Live Feels Live World Tour' met uitverkochte stadions en arena's. Ze toerden door Noord-Amerika, Europa, Australië en Azië.
Op 3 juni kondigde de band hun single "Girls Talk Boys" aan. Het nummer werd opgenomen voor de film Ghostbusters en werd uitgebracht op 15 juli.

### 2017-2018:Youngblood
Op 11 mei 2017 kondigde de band de data aan voor hun zomertournee, waar ze van augustus tot september 2017 op verschillende muziekfestivals in Azië, Europa en Zuid-Amerika speelden. Het laatste muziekfestival dat ze dat jaar speelden was Brazilië's Rock in Rio.
De band bracht de rest van het jaar door met het maken van hun derde studioalbum met Alexandra Tamposi, Andrew Wotman, Rivers Cuomo, Andrew Goldstein, en verscheidene anderen.
Op 22 februari 2018 bracht de band de single "Want You Back" uit en kondigde een 2018 promotietour aan met de titel '5SOS III'. De band ging op tournee en trad op van maart tot juni 2018 in intieme locaties in Europa, de Verenigde Staten, Singapore, Australië, Mexico en Brazilië. Naast de tournee trad de groep op op muziekfestivals, deden ze akoestische sessies op radiostations en verschenen ze in tv-show om het aankomende album te promoten.
Op 9 april 2018 kondigde de band aan dat hun derde studioalbum, Youngblood, op 22 juni 2018 zou worden uitgebracht. De band kondigde de data aan voor hun vierde headliner-tour genaamd de 'Meet You There Tour' die begon op 2 augustus 2018 en plaatsvond in verschillende arena's in Japan, Nieuw-Zeeland, Australië, Canada, de Verenigde Staten en Europa.

### 2019-2022:Calm
Op 7 februari 2019 kwam de single Who Do You Love uit, een samenwerking met het Amerikaanse DJ-duo The Chainsmokers. In maart speelde de band de single, samen met The Chainsmokers, op The Tonight Show Starring Jimmy Fallon. De officiële videoclip werd uitgebracht op 25 maart 2019. De band voegde zich later bij het duo tijdens de Noord Amerikaanse World War Joy Tour, samen met Lennon Stella tijdens het laatste kwartaal van 2019.
Op 23 mei 2019 brachten ze het nummer Easier uit als de leidende single van hun aanstaande vierde studioalbum. De opvolger, Teeth, werd uitgebracht op 21 augustus 2019 als onderdeel van de soundtrack van het derde seizoen van de Netflix-serie 13 Reasons Why.
Op 5 februari 2020 kondigde de band hun vierde studioalbum Calm aan en bracht tegelijkertijd No Shame uit, de derde single van het album. Op 21 februari 2020 bracht de band Old Me uit als een promotionele single van Calm, voordat het op 6 maart 2020 op de radio werd uitgebracht als de vierde single van het album. Op 27 maart kwam hun vierde studioalbum uit.
De band zal in 2021 beginnen aan hun headliner wereldtournee, de No Shame Tour. De tour zou oorspronkelijk beginnen in 2020, maar werd uitgesteld vanwege de COVID-19-pandemie.

### 2022-heden: 5SOS5
Op 23 september 2022 werd het vijfde studioalbum uitgebracht. Deze bevat 19 liedjes op de deluxe editie. De naam van het album zou gekozen zijn door de fans zelf.

## Invloeden
5 Seconds of Summer noemt Blink-182, All Time Low, Green Day, Good Charlotte, Boys Like Girls, McFly en Busted (McBusted) als hun invloeden.
Ook wordt door Calum Hood (basgitaar, zang) zijn zus Mali-Koa genoemd, en Ashton Irwin (drums, zang) zegt te zijn begonnen met drums omdat een vriend vroeg of hij het kon en met hem wilde drummen. Hij heeft het toen van de toen- tijdige vriend van zijn moeder, die in een band zat en kon drummen, geleerd.

## Filantropie en gesteunde organisaties
Op 26 oktober 2018 bracht 5 Seconds of Summer hun cover van het nummer "Killer Queen" van de Britse rockband Queen. De single werd uitgebracht vóór de geplande première van de biopic van Queen, "Bohemian Rhapsody". De single maakt deel uit van een reeks covers van Queen's nummers die bedoeld zijn om de Mercury Phoenix Trust te ondersteunen, een organisatie die na de dood van Mercury is opgericht door Queen's bandleden en die ondersteuning wil bieden in de strijd tegen HIV/AIDS. Queen's manager, Jim Beach, uitte zijn dankbaarheid en opwinding tegenover de band voor het ondersteunen van de zaak.
In december 2018 speelde de band op 24 Hours of Reality: Protect Our Planet, Protect Ourselves, een tweedaagse web-tv-uitzending georganiseerd door The Climate Reality Project, een organisatie die wordt geleid door de voormalige Amerikaanse vice-president Al Gore die helpt het bewustzijn te vergroten over de effecten van klimaatverandering.
In 2019 speelde de band in Celebrity Family Feud, een op televisie uitgezonden spelshow georganiseerd door Steve Harvey tegen The Chainsmokers voor de Make-A-Wish Foundation. De organisatie komt tegemoet aan de wensen van kinderen met levensbedreigende ziekten.

### Friends of Friends
Op 13 mei 2019 kondigde de band hun filantropische merk 'Friends of Friends' aan met de release van een limited edition kledinglijn. Alle opbrengsten van dat eerste initiatief werden gedoneerd aan Safe Place for Youth, een project van Community Partners dat zich richt op het helpen en empoweren van dakloze jongeren.
Op 29 mei 2019 werd de allereerste Friends of Friends-show gehouden in Venetië, Californië, met 5SOS, All Time Low, Watt Zeppelin, Sierra Deaton en verschillende andere artiesten. De opbrengst van het evenement werd ook gedoneerd aan het project Safe Place for Youth.
Op 26 juni 2019 heeft Friends of Friends opnieuw een limited edition kledinglijn uitgebracht met de aankondiging van hun tweede benefietconcert in Sydney, Australië. 5 Seconds of Summer, Amy Shark, Genesis Owusu, The Modern Glitch en andere artiesten speelden op het concert op 3 juli 2019. Alle opbrengsten van de show en het kledingassortiment werden geschonken aan Blacktown Youth Services Association, een organisatie die werkt om jongeren te inspireren om een positieve impact te hebben op hun gemeenschap.

## Discografie

### Albums
| Album met eventuele hitnotering(en) in de Nederlandse Album Top 100 | Datum van verschijnen | Datum van binnenkomst | Hoogste positie | Aantal weken | Opmerkingen |
| ------------------------------------------------------------------- | --------------------- | --------------------- | --------------- | ------------ | ----------- |
| 5 Seconds of Summer                                                 | 27-06-2014            | 05-07-2014            | 1(1wk)          | 15           |             |
| LiveSOS                                                             | 12-12-2014            | 20-12-2014            | 26              | 4            |             |
| Sounds Good Feels Good                                              | 23-10-2015            | 31-10-2015            | 1(1wk)          | 26           |             |
| Youngblood                                                          | 15-06-2018            | 23-06-2018            | 2               | 16           |             |
| 5SOS5                                                               | 23-09-2022            | 01-10-2022            | 1               | 5            |             |

| Album met hitnotering(en) in de Vlaamse Ultratop 200 albums | Datum van verschijnen | Datum van binnenkomst | Hoogste positie | Aantal weken | Opmerkingen |
| ----------------------------------------------------------- | --------------------- | --------------------- | --------------- | ------------ | ----------- |
| 5 Seconds of Summer                                         | 27-06-2014            | 12-07-2014            | 1               | 34           |             |
| LiveSOS                                                     | 12-12-2014            | 27-12-2014            | 41              | 9            |             |
| Sounds good feels good                                      | 23-10-2015            | 31-10-2015            | 2               | 32           |             |
| Youngblood                                                  | 15-06-2018            | 23-06-2018            | 3               | 23           |             |
| Calm                                                        | 2020                  | 04-04-2020            | 7               | 22           |             |
| 5SOS5                                                       | 23-09-2022            | 01-10-2022            | 5               | 8            |             |

### Singles
| Single met eventuele hitnotering(en) in de Nederlandse Top 40 | Datum van verschijnen | Datum van binnenkomst | Hoogste positie | Aantal weken | Opmerkingen                        |
| ------------------------------------------------------------- | --------------------- | --------------------- | --------------- | ------------ | ---------------------------------- |
| She Looks So Perfect                                          | 21-02-2014            | 29-03-2014            | tip3            | -            | Nr. 13 in de Single Top 100        |
| Good Girls                                                    | 31-10-2014            | -                     | -               | -            | Nr. 88 in de Single Top 100        |
| Don't Stop                                                    | 09-05-2014            | -                     | -               | -            | Nr. 25 in de Single Top 100        |
| Amnesia                                                       | 2014                  | -                     | -               | -            | Nr. 28 in de Single Top 100        |
| Everything I Didn't Say                                       | 27-06-2014            | -                     | -               | -            | Nr. 36 in de Single Top 100        |
| Kiss Me Kiss Me                                               | 27-06-2014            | -                     | -               | -            | Nr. 37 in de Single Top 100        |
| She's Kinda Hot                                               | 2015                  | 01-08-2015            | tip13           | -            | Nr. 57 in de Single Top 100        |
| Jet Black Heart                                               | 23-10-2015            | -                     | -               | -            | Nr. 98 in de Single Top 100        |
| Hey Everybody!                                                | 19-10-2015            | 31-10-2015            | tip11           | -            |                                    |
| Girls Talk Boys                                               | 2016                  | -                     | -               | -            | Nr. 81 in de Single Top 100        |
| Youngblood                                                    | 2018                  | 23-06-2018            | 8               | 33           | Nr. 7 in de Single Top 100         |
| Lie to Me                                                     | 2018                  | 29-12-2018            | tip14           | -            | met Julia Michaels                 |
| Who Do You Love                                               | 2019                  | 16-02-2019            | 16              | 9            | met The Chainsmokers / Alarmschijf |
| Easier                                                        | 24-05-2019            | 01-06-2019            | 18              | 8            | Alarmschijf                        |
| Teeth                                                         | 2019                  | 07-09-2019            | 15              | 19           |                                    |
| Old Me                                                        | 2020                  | 07-03-2020            | 26              | 8            |                                    |
| Wildflower                                                    | 2020                  | 25-04-2020            | tip16           | -            |                                    |
| Complete Mess                                                 | 2022                  | 09-04-2022            | 11              | 13           |                                    |
| Lighter                                                       | 2024                  | 02-03-2024            | 31              | 8            | met Galantis & David Guetta        |

| Single met hitnotering(en) in de Vlaamse Ultratop 50 | Datum van verschijnen | Datum van binnenkomst | Hoogste positie | Aantal weken | Opmerkingen                 |
| ---------------------------------------------------- | --------------------- | --------------------- | --------------- | ------------ | --------------------------- |
| She Looks So Perfect                                 | 21-02-2014            | 29-03-2014            | 20              | 5            |                             |
| Good Girls                                           | 31-10-2014            | 24-05-2014            | 40              | 2            |                             |
| Don't Stop                                           | 09-05-2014            | 21-06-2014            | 16              | 1            |                             |
| Everything I Didn't Say                              | 27-06-2014            | 05-07-2014            | 31              | 1            |                             |
| Kiss Me Kiss Me                                      | 27-06-2014            | 05-07-2014            | 29              | 1            |                             |
| What I Like About You                                | 21-03-2014            | 07-02-2015            | Tip 76          | -            |                             |
| She's Kinda Hot                                      | 17-07-2015            | 25-07-2015            | 46              | 1            |                             |
| Hey Everybody!                                       | 19-10-2015            | 24-10-2015            | Tip 12          | -            |                             |
| Jet Black Heart                                      | 18-01-2016            | 27-02-2016            | Tip             | -            |                             |
| Girls Talk Boys                                      | 15-07-2016            | 23-07-2016            | Tip 34          | -            |                             |
| Want You Back                                        | 23-02-2018            | 03-03-2018            | Tip 4           | -            |                             |
| Youngblood                                           | 13-04-2018            | 23-06-2018            | 5               | 42           |                             |
| Valentine                                            | 14-09-2018            | 29-09-2018            | Tip 19          | -            |                             |
| Who Do You Love                                      | 08-02-2019            | 16-02-2019            | 21              | 17           | met The Chainsmokers        |
| Easier                                               | 24-05-2019            | 08-06-2019            | 48              | 2            |                             |
| Teeth                                                | 23-08-2019            | 31-08-2019            | Tip 2           | -            |                             |
| No Shame                                             | 07-02-2019            | 15-02-2020            | Tip 33          | -            |                             |
| Old Me                                               | 21-02-2020            | 29-02-2020            | 50              | 1            |                             |
| Me Myself & I                                        | 11-05-2022            | 04-09-2022            | 29              | 15           |                             |
| Lighter                                              | 2024                  | 02-03-2024            | 28              | 12           | met Galantis & David Guetta |

### NPO Radio 2 Top 2000
| Nummer met noteringen in de NPO Radio 2 Top 2000 | '19  | '20  |
| ------------------------------------------------ | ---- | ---- |
| Youngblood                                       | 1528 | 1837 |

1. ↑  Een vetgedrukt getal geeft de hoogste notering aan.
2. ↑  2019 was het eerste jaar met een notering voor dit nummer.
3. ↑  Deze tabel is bijgewerkt tot en met de laatste editie (2024).

## Filmografie
| Jaar | Titel                                           | Noties       |
| ---- | ----------------------------------------------- | ------------ |
| 2014 | 5 Seconds of Summer: Up Close & Personal        | Documentaire |
| 2015 | How Did We End Up Here                          | Documentaire |
| 2018 | On the Record: 5 Seconds of Summer – Youngblood | Documentaire |

## Prijzen en nominaties
| Jaar | Prijs                    | Categorie                                               | Resultaat   |
| ---- | ------------------------ | ------------------------------------------------------- | ----------- |
| 2014 | American Music Awards    | New Artist of the Year                                  | Gewonnen    |
| 2014 | ARIA Music Awards        | Best Group                                              | Genomineerd |
| 2014 | ARIA Music Awards        | Best Pop Release                                        | Genomineerd |
| 2014 | ARIA Music Awards        | Breakthrough Artist - Release                           | Genomineerd |
| 2014 | ARIA Music Awards        | Song of the Year voor "She Looks So Perfect"            | Gewonnen    |
| 2014 | MTV Europe Music Awards  | Artist on the Rise                                      | Gewonnen    |
| 2014 | MTV Europe Music Awards  | Best New Artist                                         | Gewonnen    |
| 2014 | MTV Europe Music Awards  | Best Australia & New Zealand Act                        | Gewonnen    |
| 2014 | MTV Europe Music Awards  | Best Australian Act                                     | Gewonnen    |
| 2014 | MTV Europe Music Awards  | Best Pop Artist                                         | Genomineerd |
| 2014 | MTV Europe Music Awards  | Best Push Act                                           | Gewonnen    |
| 2014 | MTV Europe Music Awards  | Biggest Fans                                            | Genomineerd |
| 2014 | MTV Europe Music Awards  | Best Worldwide Act                                      | Genomineerd |
| 2014 | MTV Video Music Awards   | Best Lyric Video voor "Don't Stop"                      | Gewonnen    |
| 2014 | MTV Video Music Awards   | Artist to Watch voor "She Looks So Perfect"             | Genomineerd |
| 2014 | Teen Choice Awards       | Music: Break-Up Song                                    | Genomineerd |
| 2014 | Teen Choice Awards       | Music: Breakout Group                                   | Gewonnen    |
| 2014 | Teen Choice Awards       | Music: Group                                            | Genomineerd |
| 2014 | Teen Choice Awards       | Summer: Music Group                                     | Gewonnen    |
| 2014 | Teen Choice Awards       | Music: Song - Group voor "She Looks So Perfect"         | Genomineerd |
| 2015 | APRA Music Awards        | Breakthrough Songwriter of the Year                     | Gewonnen    |
| 2015 | APRA Music Awards        | Most Played Australian Work voor "She Looks So Perfect" | Genomineerd |
| 2015 | APRA Music Awards        | Pop Work of the Year voor "She Looks So Perfect"        | Genomineerd |
| 2015 | ARIA Music Awards        | Best Group                                              | Genomineerd |
| 2015 | ARIA Music Awards        | Best Australian Live Act                                | Gewonnen    |
| 2015 | iHeartRadio Music Awards | Best Fan Army voor de 5SOSFam                           | Gewonnen    |
| 2015 | MTV Europe Music Awards  | Best Australian Live Act                                | Gewonnen    |
| 2015 | MTV Europe Music Awards  | Best Pop                                                | Genomineerd |
| 2015 | MTV Europe Music Awards  | Worldwide Act: Australia/New Zealand                    | Gewonnen    |
| 2015 | MTV Europe Music Awards  | Biggest Fans voor de 5SOSFam                            | Genomineerd |
| 2015 | MTV Video Music Awards   | Song of the Summer voor "She's Kinda Hot"               | Gewonnen    |
| 2015 | People's Choice Awards   | Favorite Breakout Artist                                | Gewonnen    |
| 2015 | Teen Choice Awards       | Music Group: Male                                       | Genomineerd |
| 2015 | Teen Choice Awards       | Male Hottie                                             | Genomineerd |
| 2015 | Teen Choice Awards       | International Artist                                    | Genomineerd |
| 2015 | Teen Choice Awards       | Summer Music Star: Group                                | Genomineerd |
| 2015 | Teen Choice Awards       | Song: Group voor "What I Like About You"                | Genomineerd |
| 2015 | Teen Choice Awards       | Summer Tour voor "Rock Out with Your Socks Out Tour"    | Genomineerd |
| 2015 | Teen Choice Awards       | Fandom voor de 5SOSFam                                  | Genomineerd |
| 2016 | iHeartRadio Music Awards | Best Fan Army voor de 5SOSFam                           | Genomineerd |
| 2016 | Teen Choice Awards       | Music: Group                                            | Gewonnen    |
| 2016 | Teen Choice Awards       | Music Single: Group voor "She's Kinda Hot               | Gewonnen    |
| 2016 | Teen Choice Awards       | Music: Rock Song voor "Jet Black Heart"                 | Gewonnen    |
| 2016 | Teen Choice Awards       | Music: Love Song voor "Vapor"                           | Genomineerd |
| 2016 | Teen Choice Awards       | Summer Music Star: Group                                | Gewonnen    |
| 2016 | Teen Choice Awards       | Summer Tour voor "Sounds Live Feels Live Tour"          | Gewonnen    |
| 2018 | ARIA Music Awards        | Best Group                                              | Gewonnen    |
| 2018 | ARIA Music Awards        | Best Australian Live Act                                | Gewonnen    |
| 2018 | ARIA Music Awards        | Best Pop Release                                        | Genomineerd |
| 2018 | ARIA Music Awards        | Song of the Year voor "Youngblood"                      | Gewonnen    |
| 2018 | MTV Europe Music Awards  | Best Rock                                               | Gewonnen    |
| 2018 | MTV Europe Music Awards  | Best Group                                              | Genomineerd |
| 2018 | People's Choice Awards   | Group of 2018                                           | Genomineerd |
| 2018 | Teen Choice Awards       | Music Group                                             | Gewonnen    |
| 2018 | Teen Choice Awards       | Summer Group                                            | Gewonnen    |
| 2018 | Teen Choice Awards       | Song: Group voor "Youngblood"                           | Gewonnen    |
| 2018 | Teen Choice Awards       | Summer Song voor "Youngblood"                           | Genomineerd |
| 2019 | APRA Music Awards        | Outstanding International Achievement Award             | Gewonnen    |
| 2019 | ARIA Music Awards        | Best Group                                              | Genomineerd |
| 2019 | ARIA Music Awards        | Song of the Year voor "Easier"                          | Genomineerd |
| 2019 | iHeartRadio Music Awards | Best Duo/Group of the Year                              | Gewonnen    |
| 2019 | iHeartRadio Music Awards | Best Duo/Group of the Year                              | Gewonnen    |
| 2019 | MTV Video Music Awards   | Best Pop voor "Easier"                                  | Genomineerd |
| 2019 | MTV Video Music Awards   | Best Group                                              | Genomineerd |
| 2019 | Teen Choice Awards       | Music Group                                             | Genomineerd |
| 2019 | Teen Choice Awards       | Summer Group                                            | Genomineerd |
| 2019 | Teen Choice Awards       | Song: Group voor "Easier"                               | Genomineerd |
| 2019 | Teen Choice Awards       | Summer Song voor "Easier"                               | Genomineerd |
| 2019 | Teen Choice Awards       | Electronic/Dance Song voor "Who Do You Love"            | Genomineerd |
| 2020 | iHeartRadio Music Awards | Best Cover Song voor "Dancing with a Stranger"          | Gewonnen    |
| 2020 | MTV Europe Music Awards  | Best Cinematography voor "Old Me"                       | Genomineerd |
| 2020 | MTV Video Music Awards   | Best Music Video From Home voor "Wildflower"            | Genomineerd |
| 2020 | MTV Video Music Awards   | Best Group                                              | Genomineerd |
| 2020 | People's Choice Awards   | Group of 2020                                           | Genomineerd |
| 2022 | People's Choice Awards   | Group of 2022                                           | Genomineerd |